# Бой при Глодени
Бой при Глодени — один из первых боёв во время Русско-турецкой войны (1806—1812), произошедший 11 (23) декабря 1806 года на территории современной Румынии у сёл Глодени и Урзичени.
После занятия 16 (24) ноября 1806 столицы Молдавского княжества Ясс командующий русской Дунайской армией генерал Михельсон приказал сформировать авангард для овладения Валахией. Командование над авангардом принял генерал-майор К. К. Уланиус. Вслед за авангардом должен был следовать корпус М. А. Милорадовича.
8 декабря авангард Уланиуса выступил к Рымнику, заняв по дороге Мартинешти и Бузео. Следующие два дня он простоял в Бузео, ожидая подхода главных сил. Из Бухареста турками был отправлен навстречу русским отряд в количестве 5000-6000 человек под командованием Махмуда Байрактара. Турецкие войска заняли селения Глодени и Урзичени.
В 4 часа утра 11 (23) декабря отряд Уланиуса, выступив из Бузео, обнаружил перед Глодени (совр. Глодяну-Серат) турецкий авангард (2000-3000 человек) и решил атаковать его с трёх сторон, стараясь отрезать от переправы через реку Яломицу. В результате последовавшего боя с конным авангардом Ставровича, обойдённые с флангов, турки бежали в Глодени, укрывшись там в церкви и домах. Подошедшая русская пехота уничтожила засевших в строениях деревни турок.
Остатки турок, преследуемые русской конницей, отступали к Каторке-Маре. Оттуда и из Урзичени они атаковали подошедшую конницу Ставровича тремя густыми массами (5000 человек) и остановили её. Уланиус выдвинул пехоту, построенную в два двухбатальонных каре, и при поддержке четырёх орудий конной артиллерии стал отражать атаки противника. После упорного боя турки отступили в направлении Каторке-Маре и Бухареста, разрушив за собой мост через Яломицу. Бой при Глодени продолжался около трёх часов. Турки потеряли около 400 человек убитыми, 40 пленными и два знамени. У русских было два убитых и 70 раненых. 
Уланиус переправил часть пехоты на пароме, конница перебралась через Яломицу вплавь. На другой день, 12 декабря, русский авангард занял Синешти и 13 декабря подошёл к Бухаресту. Вслед за авангардом к городу подошли главные силы. В этот же день Милорадович атаковал Бухарест тремя колоннами и, заставив турок отступить, занял его. 